# Muş
Pour l’article ayant un titre homophone, voir mouche.
Cet article possède un paronyme, voir Mus.
Muş (Mouch, en arménien Մուշ; en kurde Mûş) est une ville de Turquie, préfecture de la province du même nom.

## Histoire
L'histoire antique de la ville est peu connue ; son nom pourrait trouver son origine dans les « Mouchki », le nom que les Assyriens donnaient aux Phrygiens.
Au sein du royaume d'Arménie, Mouch est située au centre de la plaine principale du Taron, dans la province de Tôroubéran. À la disparition de celui-ci en 428, elle passe, comme le reste du haut-plateau arménien, aux mains des Sassanides, des Byzantins puis des Arabes. Au Xe siècle, elle fait partie de la principauté bagratide du Taron, laquelle est annexée par les Byzantins en 968.
Après la bataille de Manzikert, elle fait partie de la principauté arménienne autonome du Sassoun, puis passe aux Ayyoubides, aux Mongols, aux Qara Qoyunlu, et enfin aux Ottomans.
À la veille du génocide arménien, sa région est majoritairement peuplée d'Arméniens : plus de 140 000 Arméniens vivent dans le sandjak, dans 234 localités ; la ville est cependant majoritairement musulmane. Les Arméniens de la plaine de Mouch en sont éradiqués en juillet 1915, malgré une résistance dans la ville même.

## Climat
| Mois                                  | jan.         | fév.         | mars         | avril        | mai          | juin         | jui.         | août         | sep.      | oct.        | nov.          | déc.        | année          |
| ------------------------------------- | ------------ | ------------ | ------------ | ------------ | ------------ | ------------ | ------------ | ------------ | --------- | ----------- | ------------- | ----------- | -------------- |
| Température minimale moyenne (°C)     | −9,9         | −8,5         | −1,8         | 4,9          | 9,2          | 13,4         | 17,8         | 17,9         | 12,9      | 7,6         | 0,7           | −5,3        | 4,9            |
| Température moyenne (°C)              | −6,5         | −4,9         | 2,1          | 9,8          | 15,1         | 20,8         | 25,6         | 25,7         | 20,5      | 13,4        | 4,9           | −2,4        | 10,3           |
| Température maximale moyenne (°C)     | −2,8         | −0,7         | 6,8          | 15,4         | 21,7         | 28,3         | 33,6         | 33,9         | 28,6      | 20,5        | 10,2          | 1           | 16,4           |
| Record de froid (°C) date du record   | −32,6 7/1983 | −34,4 9/1982 | −31,4 2/1985 | −10,2 1/2003 | −2,4 1/1981  | 2,2 5/1967   | 3,6 6/1982   | 8 1/1982     | 0 8/2012  | −3 30/1969  | −25,8 29/2004 | −32 28/2002 | −34,4 9/2/1982 |
| Record de chaleur (°C) date du record | 10,2 3/1979  | 15 18/2010   | 22,8 30/2008 | 30 26/2008   | 31,2 31/2006 | 37,4 29/1984 | 41,6 16/2000 | 41,2 11/2006 | 37 1/2006 | 30,6 1/1999 | 21,6 1/1979   | 16 1/1983   | 41,6 16/7/2000 |
| Ensoleillement (h)                    | 55,8         | 73,5         | 133,3        | 171          | 235,6        | 288          | 313,1        | 310          | 258       | 179,8       | 99            | 46,5        | 2 163,6        |
| Précipitations (mm)                   | 93,9         | 106          | 112,2        | 102,1        | 73,9         | 28,5         | 10           | 4,8          | 17,2      | 59,7        | 81,6          | 92          | 781,9          |
| Nombre de jours avec précipitations   | 12,47        | 11,7         | 13,9         | 15,27        | 15,3         | 6,77         | 2,43         | 1,8          | 3,53      | 9,8         | 8,53          | 11,37       | 112,9          |

| Diagramme climatique                                  |             |              |              |             |              |            |             |              |             |             |         |
| J                                                     | F           | M            | A            | M           | J            | J          | A           | S            | O           | N           | D       |
| −2,8−9,993,9                                          | −0,7−8,5106 | 6,8−1,8112,2 | 15,44,9102,1 | 21,79,273,9 | 28,313,428,5 | 33,617,810 | 33,917,94,8 | 28,612,917,2 | 20,57,659,7 | 10,20,781,6 | 1−5,392 |
| Moyennes : • Temp. maxi et mini °C • Précipitation mm |             |              |              |             |              |            |             |              |             |             |         |